# ザイフリボク属
ザイフリボク属（ザイフリボクぞく、学名：Amelanchier）はバラ科の属の一つ。約20種が分類される。

## 分布
北アメリカ、アジア、ヨーロッパなど、北半球の温帯に分布する。アメリカではハワイを除く全州に自生し、カナダでも一般的に見られる。
アジアには2種、ヨーロッパには1種があるのみである。
日本においてはザイフリボクの他、アメリカ産のジューンベリーが果樹として親しまれている。

## 特徴
落葉で樹高は0.2-20mほど。5弁の花を咲かせ、果実は直径5-15mm、赤～黒紫に熟し、細かい種子を含む。果実や葉は野生動物や昆虫にも好まれる。
実生、挿し木、接木で容易に増やすことが出来る。特にサンザシ属やナナカマド属との接木の相性が良い。
その多様性ゆえ、分類が疑わしい種類がある。またナシ亜科ではなく、シモツケ亜科に分類すべきという意見があり、
いくつかの種がアポミクシスであることも判別を困難にしている。

## 名称
学名の Amelanchier（アメランキエ）はヨーロッパ産の Amelanchier ovalis（ヨーロッパザイフリボク）が、イタリアと接するフランスのサヴォア地方のオック語で amalenquièr や amelanchièr と呼ばれていたことに由来すると言われている。
北アメリカではサービスベリー、ジューンベリー、サスカトゥーン、シャッドブッシュなど多くの呼称が種類、地域によって多様性を持って使用されている。サービスベリーは果実の形状が似たナナカマド (Sorbus) から、ジューンベリーは6月 (June) に果実が熟す特徴から。サスカトゥーンは先住民族の言葉、misâskwatôminaが由来とされ、カナダのサスカトゥーン市の名称はここから取られた。また、シャッドブッシュは「アロサ (shad) が泳ぎ出す頃に開花する」という言い伝えより。
日本では、采配に似ている花から采振り木（ザイフリボク）と呼ばれるようになり、現在に至る。

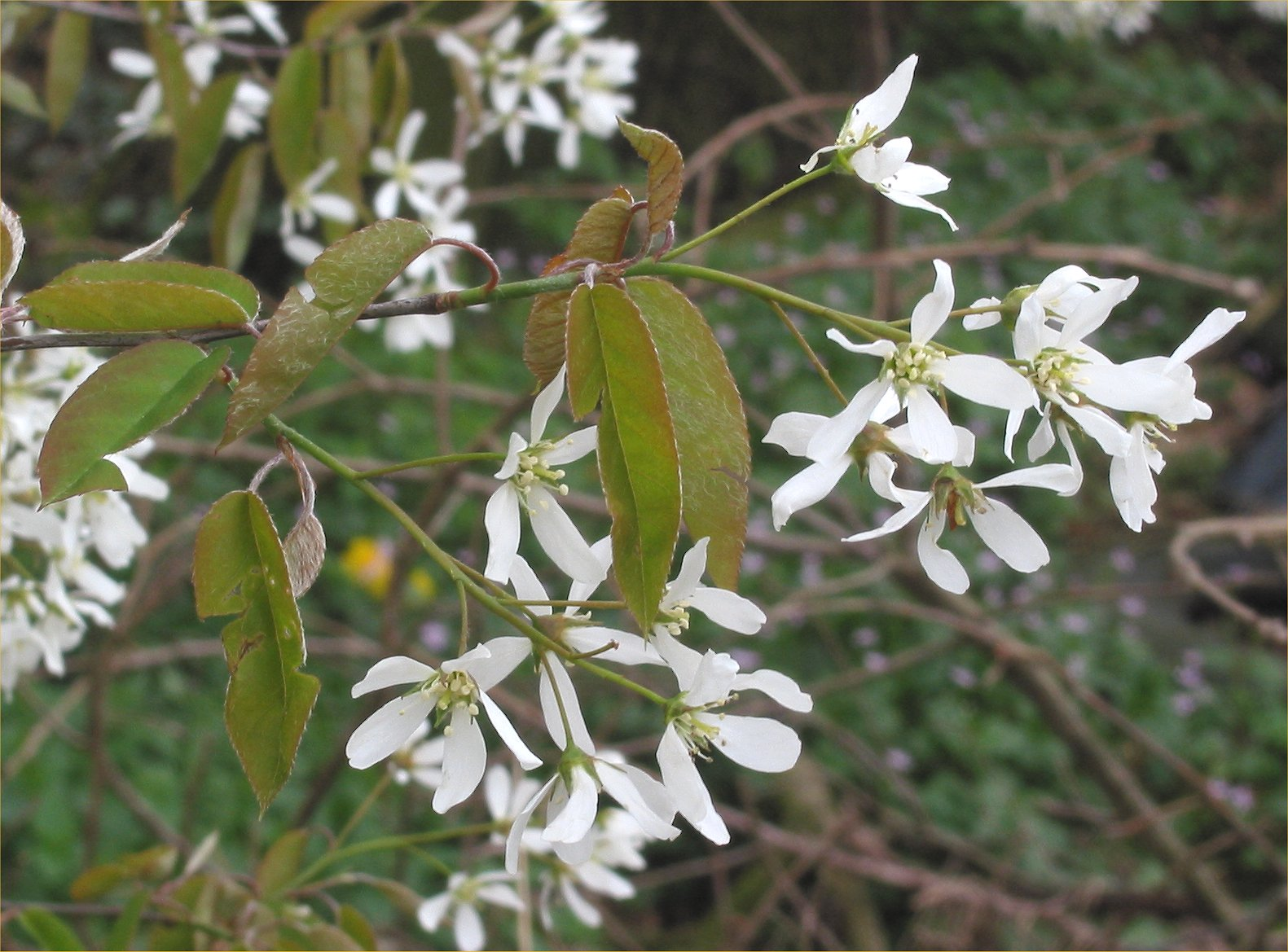
ジューンベリーの花

## 利用
いくつかの種の果実はブルーベリーにも似た美味であり、生食に適する。北アメリカではパイやジャムの材料としてもポピュラーで、商業栽培されている種もある。
先住民族の間ではペミカンの香りづけ材料として利用されてきた。
一部の種は庭木や街路樹用としても大変人気があり、花、果実、紅葉を楽しむことが出来る。
材木は茶色で硬く重い。特に芯材になるほど重く、色も赤みが増す。工具や釣竿などに加工される。
17世紀にはAmelanchier lamarckiiがカナダからヨーロッパに持ち込まれ、現在では広い面積で栽培されている。

## 主な種

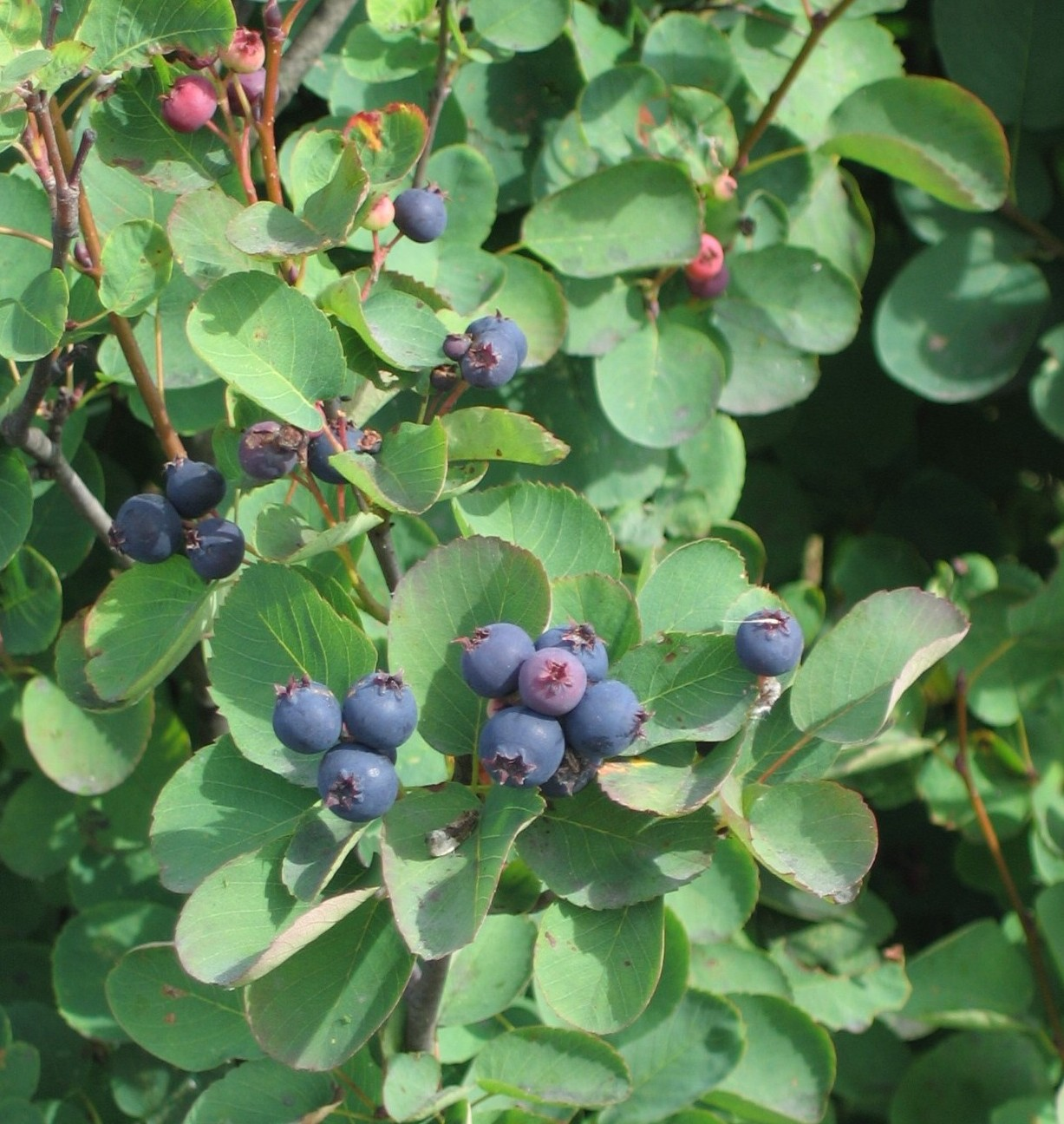
サスカトゥーンベリー

- Amelanchier alnifolia - サスカトゥーンベリー、サービスベリーなど[3]
- Amelanchier amabilis - ラブリー・シャッドブッシュ[4]
- Amelanchier arborea - ダウニー・シャッドブッシュ[5]
- Amelanchier asiatica - 日本産、ザイフリボク
- Amelanchier bartramiana - マウンテン・シャッドブッシュ[6]
- Amelanchier canadensis - ジューンベリー(アメリカザイフリボク)
- Amelanchier humilis - ロー・シャッドブッシュ[7]
- Amelanchier interior - ウィーガンズ・シャッドブッシュ[8]
- Amelanchier laevis - スムース・シャッドブッシュ[9]
- Amelanchier lamarckii - 交配品種、ジューンベリーによく似る[10]
- Amelanchier nantucketensis - ナンタケット・サービスベリー
- Amelanchier ovalis - ヨーロッパ産
- Amelanchier sanguinea
- Amelanchier sinica - 中国産
- Amelanchier spicata
- Amelanchier utahensis - ユタ・サービスベリー[11]

他にもいくつかの原種、交配品種が存在する。